# امفرویل-ل-کمپین
امفرویل-ل-کمپین (به فرانسوی: Amfreville-la-Campagne) یک کمون در فرانسه است که در Canton of Amfreville-la-Campagne واقع شده‌است.

## خصوصیات
امفرویل-ل-کمپین ۶٫۶۴ کیلومترمربع مساحت و ۹۰۲ نفر جمعیت دارد و ۱۵۹ متر بالاتر از سطح دریا واقع شده‌است.